# ام‌وی فینالگن
ام‌وی فینالگن (به انگلیسی: MV Finlaggan) یک کشتی است که طول آن ۸۹٫۸ متر (۲۹۵ فوت) می‌باشد. این کشتی در سال ۲۰۱۱ ساخته شد.